# Sunspot 15
| Sunspot 15                   | Sunspot 15             |
| ---------------------------- | ---------------------- |
|                              |                        |
| Technische Daten (Überblick) |                        |
| Schiffstyp:                  | Segelyacht             |
| Länge (ü.a.):                | 4,60 m                 |
| Breite (ü.a.):               | 1,90 m                 |
| Tiefgang:                    | 0,60                   |
| Rumpfgeschwindigkeit:        | 5 kn                   |
| Leergewicht:                 |                        |
| Masthöhe:                    |                        |
| Antriebsart:                 | Segel / Außenbordmotor |
| Passagierkapazität:          | 2, im Cockpit 4        |
| Baujahre:                    |                        |
| Designer:                    | A.C. Howard            |
| Bauwerft:                    | Sun Yachts             |

Die Sunspot 15 ist eine Serie von englischen Kleinstdaysailern. Sie ist der bekannten Leisure 17 ähnlich.

## Deck
Das Cockpit bietet Platz für vier Personen.

## Rigg
Die Sunspot 15 ist als toppgetakelte Slup getakelt und kann mit einem Großsegel sowie mit Sturmfock, Fock, Genua oder Spinnaker gesegelt werden.

## Motorisierung
Als Motor kommt nur ein Außenbordmotor in Frage.

## Kiele und Ballast
Die Sunspot 15 ist ein Kimmkieler, das bedeutet, dass das Boot durch die parallelen Kiele trockenfallen kann, ohne zu kippen. Daher ist es auch sehr für Tidengewässer geeignet. Das Boot segelt sich sehr stabil, auch bei mehr Wind krängt es nur sehr wenig.

## Kajüte
Die winzige Kajüte bietet zwei Personen Platz. Sitzen ist begrenzt möglich. Auf jeder Seite gibt es eine Koje, die Beine müssen jedoch beim Schlafen zum Teil unter die Sitzbänke des Cockpits geschoben werden.